# Beležnik tipkanja
Beležnik tipkanja (angleško keylogger) je vohunska programska ali strojna oprema, ki nadzira in beleži število ali vsebino udarcev po tipkovnici, ki jih uporabnik naredi na datotečnem strežniku. 
V večini primerov se aplikacija na računalnik prikrade v obliki raznih virusov posredovanih prek e-mailov, sporočil, lahko tudi z obiski raznih spletnih strani, če so le-te okužene,  z namenom zbiranja uporabnikovih podatkov (npr. številk kreditnih kartic, uporabniških imen, gesel in ostalih zasebnih datotek). Dostop ima do vseh trenutnih informacij, natipkanih s tipkovnico, uporabnik pa za spremljanje/vohunjenje ne ve, podatki pa so lahko nato poslani določeni osebi. Oprema je lahko na računalnik nameščena tudi namerno, s strani zaščitniških staršev, delodajalcev, ki hočejo nadzorovati delo svojih zaposlenih ali pa fizičnih uporabnikov. 

## Delovanje beležnikov tipkanja
Beležniki delujejo skriti v ozadju in si zapisujejo vsak narejen pritisk na tipkovnico. Programska oprema skenira vse datoteke in podatke, in zabeleži tiste, ki bi nosilcu beležnika lahko koristili (npr.: najde vse številke, ki po obliki izgledajo kot številke kreditnih kartic in jih naloži na drug server, s katerim upravlja napadalec/storilec).
Vohunska programska oprema je lahko povezana tudi z zaslonom, s čimer lahko napadalec točno vidi, kaj je bilo natipkano med obiskom strani spletne banke. S tem zoži obseg pridobljenih informacij in dobi točno tiste, ki so mu koristne. Beležnik tipkanja prepozna prve besede, napisane ob prijavi v spletno stran in tako dostopa do uporabniškega imena in gesla.
''Napadalec'' lahko prav tako preveri vso spletno zgodovino in vohuni za aktivnostmi uporabnika določenega računalnika. 

## Zgodovina
Beležniki tipkanja so v obtoku že dolgo in so dobro poznana varnostna grožnja. Njihova zgodovina ni točno znana, najprej pa naj bi jih uporabljala vlada. Ugotovljeno je bilo, da se je prvi kibernetski napad začel z raznimi aktivnostmi beleženja. V Moskvi in St. Petersburgu so vohuni beležnike tipkanja namestili v ameriško ambasado leta 1970, v namen zbiranja informacij za škodoželjne namene. Novembra 1983 je Perry Kivolowitz napisal beležnik tipkanja in ga objavil v Usenet News.

## Strojni beležniki tipkanja
Poleg beležnikov tipkanja, ki na računalnik zaidejo v obliki programske opreme, pa le-te poznamo tudi kot strojno opremo, torej v obliki raznih naprav. Vsak namizni računalnik ima tipkovnico povezano z USB kablom. Če bi nekdo izklopil USB kabel tipkovnice, in nato priklopil posebno USB napravo med USB vrati in veznim USB elementom tipkovnice, bi ta naprava lahko služila kot beležnik tipkanja. Nameščena na sredini, lahko prestreže vse signale, ki jih tipkovnica odda, jih zabeleži, potem pa pošlje naprej v računalnik, tako da navidez vse deluje popolnoma normalno. Varnostna programska oprema pa  takšnega beležnika v obliki priklopljene naprave ne zazna. 

## Kako prepoznati beležnik tipkanja na računalniku?
Njihovo prepoznavanje je zelo zapleteno, saj se aplikacija na računalniku zažene še pred ostalimi programi. Nekateri znaki, da je na računalniku mogoče nameščen beležnik tipkanja so sledeči: počasnejše iskanje strani na internetu, miška ali natipkane črke potrebujejo več časa za prikaz na zaslonu ali pa javljanje raznih napak pri nalaganju grafičnih in spletnih strani. 

## Kako se zaščititi pred beležniki tipkanja?
Priporočeno je, da se izogibamo raznim sumljivim spletnim stranem, prenašanjem neznanih datotek, odpiranja priponk v elektronski pošti, katera je prišla iz neznanega naslova oziroma katere pošiljatelj nam je neznan. Prav tako je najbolj priporočljivo uporabljati enkratna gesla, certifikate, žetone oziroma kjer le lahko, izberemo opcijo preverjanja gesla v dveh korakih.
Obstajajo tudi varnostni programi, ki si samodejno zapomnijo naše uporabniško ime in geslo, hkrati pa preprečijo delovanje beležnikov tipkanja, ker se izognemo vpisovanju informacij na spletno stran.
Večina beležnikov je sprogramiranih na tradicionalno qwerty postavitev tipkovnice. Če nastavitve spremenimo na katero drugo postavitev tipkovnice, pri pretvorbi zabeležene aktivnosti ne bodo imele smisla.
Za zaščito pomaga tudi uporaba virtualne tipkovnice, s čimer postanejo naši kliki težje izsledljivi. Ta metoda sicer ni preveč zanesljiva, napadalec oz. zlonamerna strojna oprema lahko še vedno dostopa do podatkov na računalniku.

## Prednosti (namerno) nameščenih beležnikov tipkanja
Veliko novejših beležnikov tipkanja je obravnavanih kot zakonita oprema in se prodaja na prostem trgu. Ponudniki zagovarjajo, da ponujajo veliko legitimnih prednosti: starševski nadzor, nadzor tretjih oseb, ki uporabljajo vaš računalnik, varnost podjetij, varnost organov kazenskega pregona, itd.